# VR-Zone
VR-Zone — новостной сайт, посвященный новостям из мира высоких технологий. Расположен в Сингапуре.

## Главный сайт
Основной сайт содержит, главным образом, обзоры аппаратных компонентов компьютера и технические новости. В сообществе компьютерных энтузиастов наибольшим интересом пользуются разделы руководств по ручной модификации оборудования и его разгону. В последние годы на VR-Zone начали публиковать обзоры потребительской электроники.

### Афера с массовым заказом жёстких дисков
В марте 2008 года несколько дюжин участников VRForums попались на аферу «Raptor Mass Order» (рус. «Массовый заказ жёстких дисков Raptor»). Деньги были перечислены посреднику, но партия жёстких дисков Velociraptor так и не была передана покупателям.
Представители VR-Zone провели собственное расследование и раскрыли готовящуюся аферу. Был составлен полицейский отчёт и был арестован некий Джонсон Плант. Местонахождение жёстких дисков Velociraptors так и не было обнаружено.

### Сага о Мас Селамате
VRForums привлекли внимание различных медиаизданий и авторов во время саги о Мас Селамате. Один из участников VRForums под прозвищем «AS1» обсуждал возможность побега из тюрьмы перед тем как о побеге Мас Селамата было объявлено Сингапурским Министерством Внутренних Дел.

## VR-Zone.com Pricewatch
VR-Zone.com Pricewatch — микросайт, на котором собираются любые предложения о продаже компьютерных комплектующих и скидках на них.

## События и мероприятия
На протяжении нескольких лет VR-Zone организовал и провел множество различных мероприятий.

### Онлайн-мероприятия
- Ноябрь 2006
  - Конкурс на самую креативную подпись на форуме, проведенный при поддержке Kingston
- Декабрь 2006
  - Конкурс по написанию рождественского письма, проведенный при поддержке EVGA Corporation
- Февраль 2007
  - Кампания «Вырази свою любовь при помощи Kingston!», проводимая в День Святого Валентина, проводимая при поддержке Kingston
- Март 2007
  - Конкурс на самую креативную подпись на форуме, проведенный при поддержке PowerColor
- Апрель 2007
  - Онлайн-конкурс блогеров, проведенный при поддержке NVIDIA
- Апрель 2007
  - Онлайн-конкурс, проведенный при поддержке PowerColor
- Февраль 2008
  - «Выиграй билет в кино!» при поддержке AMD
  - «Выиграй конкурс ATI Radeon 3870x2» при поддержке AMD
- Август 2008
  - «Угадай кодовое слово»/ «Гипергонка Kingston» здоровый образ жизни вместе с Kingston]
- Сентябрь 2008
  - Конкурс подписей «Придумай девиз» при поддержке Freecom

### Игровые мероприятия
- Март 2004
  - Стрелковое состязание в Национальном Университете Сингапура
- Сентябрь 2004
  - Национальный финал World Cyber Games в городе Сантек
- Октябрь 2004
  - GX-Лига в Сантек
- Ноябрь 2004
  - Семейный фестиваль 2004 в Сантек
- Декабрь 2004
  - Funan CyberGame Challenge в Сантек на Фунаньской IT-ярмарке
- Март 2005
  - School’s Out Gaming Challenge на Фунаньской IT-ярмарке
- Апрель 2005
  - Unreal Tournament 2004 на Фунаньской IT-ярмарке
- 2005
  - VR-Zone’s Quake 4 Launch Party на Фунаньской IT-ярмарке
- 2006
  - Китайское новогоднее LanParty в Маленькой Индии
- Июнь 2006
  - VR-Zone Eskimo LanParty в Ледовом дворце Фудзи (Jurong East)
- Август 2006
  - Kode 5 South East Asia Regional Qualifiers на Фунаньской IT-ярмарке
- Ноябрь 2006
  - Kingston Children’s Charity Gaming на Фунаньской IT-ярмарке
- Декабрь 2006
  - Nvidia Reality Tour на Фунаньской IT-ярмарке
- Декабрь 2006
  - Battlefield Funan LanParty на Фунаньской IT-ярмарке

### Мероприятия и выставки по разгону компьютерных комплектующих
- Периодически
  - Super Over-Clocked Gaming PCs Displayed @ Sim Lim Square Shops
- 2005 и 2006
  - VR-Zone Supercooling Rig & World’s First Automated Dry Ice Cooling System в Computex Taipei Hall 1 в течение двух лет
- с 2004 по 2007
  - Various Liquid Nitrogen Cooling sessions
- Октябрь 2004
  - Computer Refrigeration Workshop на площади Берлингтон
- Декабрь 2004
  - Benchmarking Summit + BYOC event на Фунаньской IT-ярмарке
- Январь 2005
  - Super-Cooled Gaming Monster в Наньганском Технологическом Университете
- Январь 2005
  - Competition on Super-Cooled PCs в Национальном Университете Сингапура
- Март 2005
  - IT Show в Сантек
- Июнь 2005
  - PC Show 2005 на выставке Expo
- Июнь 2005
  - Dry-Ice Over-clocking LAN Party
- 2005
  - VR-Zone Over-clocking Competition на национальном финале World Cyber Games 2005
- 2005
  - The Cyberathlete Professional League (CPL) Singapore 2005
- 2005
  - VR-Zone at World Cyber Games Grand Finals 2005
- 2006
  - VR-Zone @ DFI Overclocking Competition в Пекине, Китай
- 2006
  - VR-Zone Eskimo LAN Party OC Competition at Ice Skating Rink
- 2006
  - ABIT OC Competition 2006 на Фунаньской IT-ярмарке
- 2007
  - Asus Overclocking Championship на Фунаньской IT-ярмарке
- Июль 2008
  - Asus Overclocking Championship в Дракон-центре, Гонконг
- Август 2008
  - Memory Overclocking Competition на отборочном турнире World Cyber Games при поддержке Qimonda